# جوناثان ويد
جوناثان ويد (بالإنجليزية: Jonathan Wade)‏ هو لاعب كرة قدم أمريكية أمريكي، ولد في 27 مارس 1984 في شريفبورت في الولايات المتحدة.

## وصلات خارجية
- جوناثان ويد على موقع الاتحاد الدولي لألعاب القوى (الإنجليزية)
- جوناثان ويد على موقع مرجع كرة القدم المحترفة.كوم (الإنجليزية)